# St. Ursula (Martinfeld)

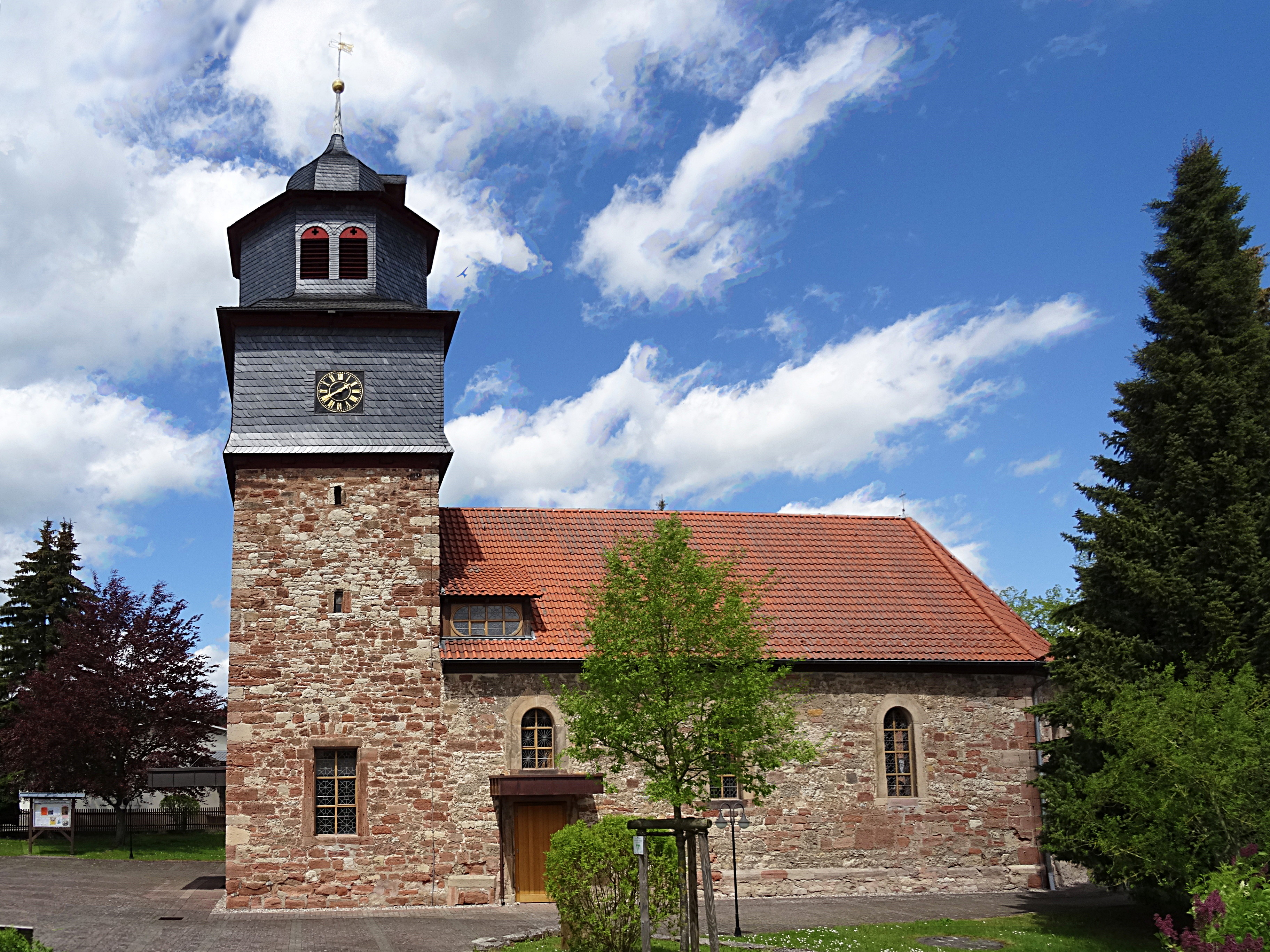
St. Ursula

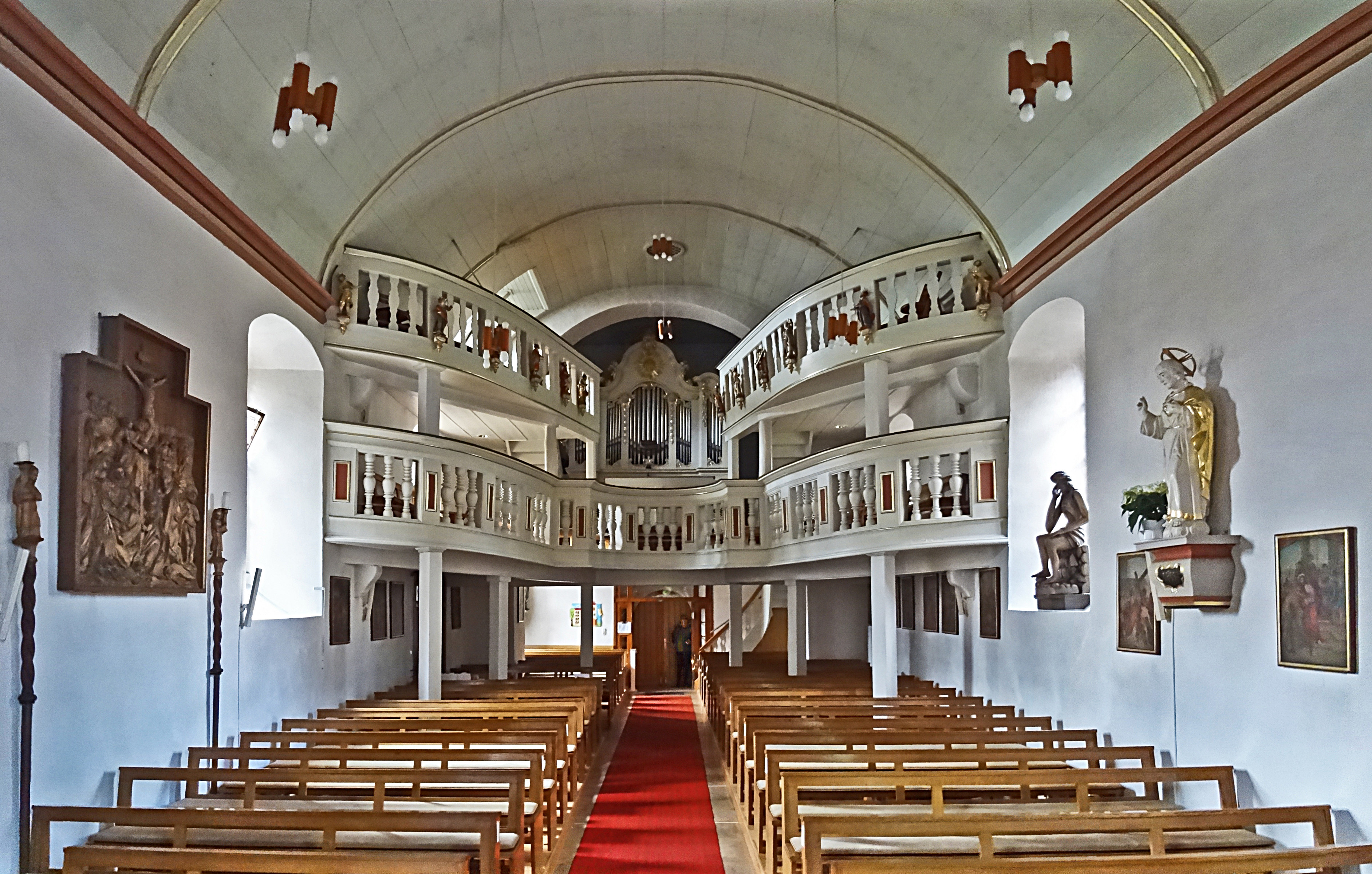
Innenansicht mit Orgel

Die römisch-katholische Filialkirche St. Ursula steht in Martinfeld im thüringischen Landkreis Eichsfeld. Sie ist Filialkirche der Pfarrei St. Philippus und Jakobus Ershausen im Dekanat Dingelstädt des Bistums Erfurt. Sie trägt das Patrozinium der heiligen Ursula von Köln. 

## Architektur
Die Saalkirche wurde nach Plänen von M. H. Börnes 1723 aus Bruchsteinen erbaut. Der Turm ist wesentlich älter, er war ursprünglich die Kemenate des Hansteiner Herrenhauses. Am Portal im Westen steht in der Bauinschrift die Jahreszahl 1674. Das rechteckige Kirchenschiff hat einen dreiseitigen Abschluss des Chors, im Westen schließt der querrechteckige Glockenturm bündig an. Das oberste Geschoss des Turms ist verschiefert. In ihm befindet sich die Turmuhr. Darüber sitzt ein achtseitiger Aufsatz, hinter dessen Klangarkaden der Glockenstuhl ist. Die Glocke hat der Glockengießer Hans Rese 1505 gegossen. Am Glockenhals ist eine Schriftzeile zwischen Taubändern, darunter ein Relief mit einem Marienbildnis, einem Kruzifix sowie der heiligen Ursula und Anna selbdritt. Bedeckt ist der Turm mit einer polygonalen Haube. Im Chor befinden sich ein Mainzer Wappen und eine Bauinschrift. 
Der Innenraum ist mit einem hölzernen Tonnengewölbe überspannt. Der Turmraum ist zum Kirchenschiff mit einem Rundbogen geöffnet. 

## Ausstattung
Der Hochaltar von ca. 1730/1740 stammt aus dem Kloster Beuren. Zwischen Säulen aus Holz und Stuckmarmor stehen hell polychromierte und vergoldete Skulpturen einer Kreuzigungsgruppe mit den Hl. Maria Magdalena, Hl. Ursula mit Pfeil und Bogen, rechts Apostel Paulus und Engel mit Leidenswerkzeugen. Der Nebenaltar, ebenfalls ein Werk aus dem Kloster Beuren, zeigt in der Mittelnische Maria Immaculata und die Fünf Wunden Christi. An der Südwand ist ein hölzernes Relief, Mittelschrein eines ehemaligen Flügelaltares, von ca. 1510 mit der Kreuzigung Christi angebracht.

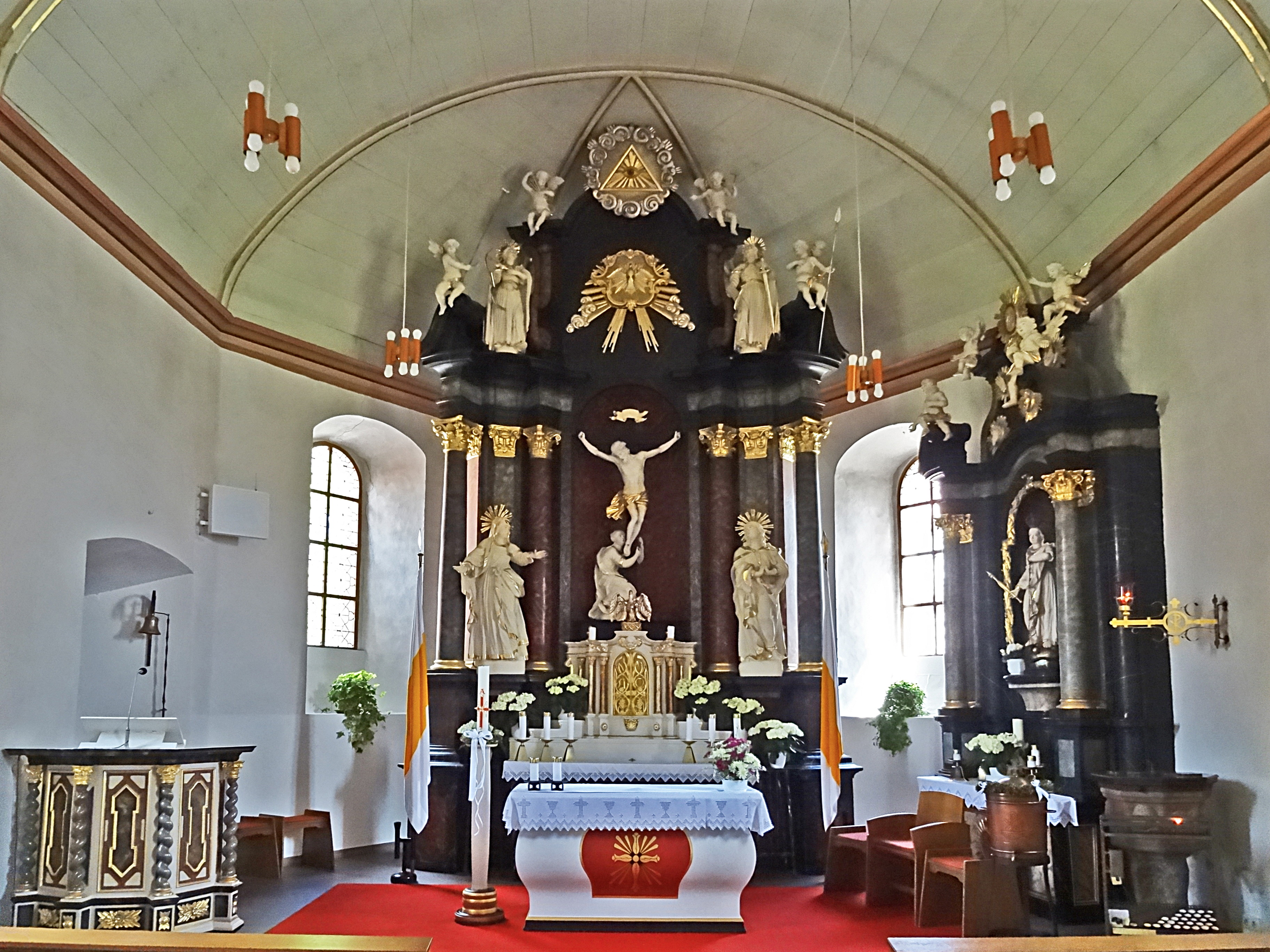
Hochaltar und Nebenaltar
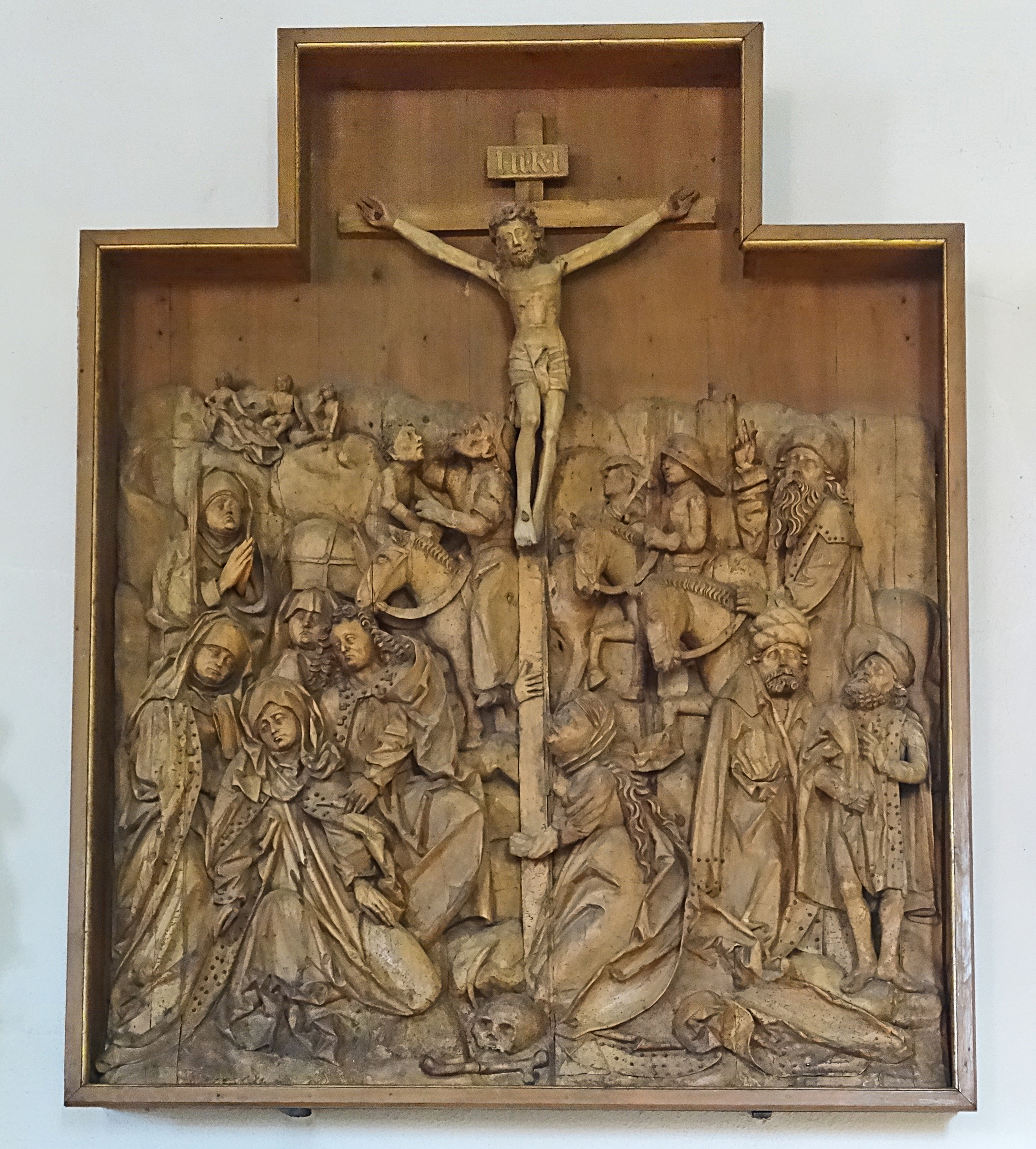
Relief Kreuzigung Christi
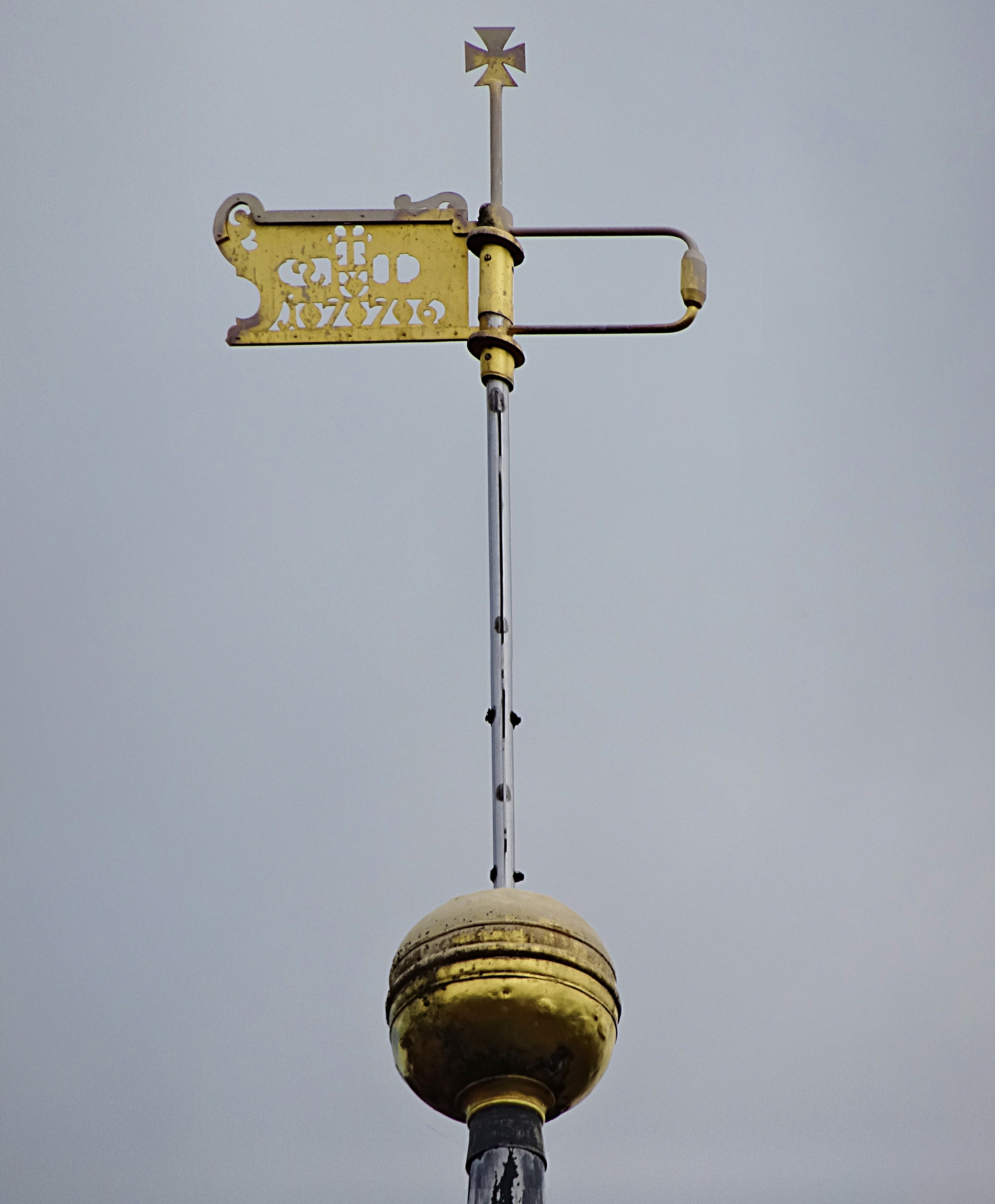
Wetterfahne

## Orgel

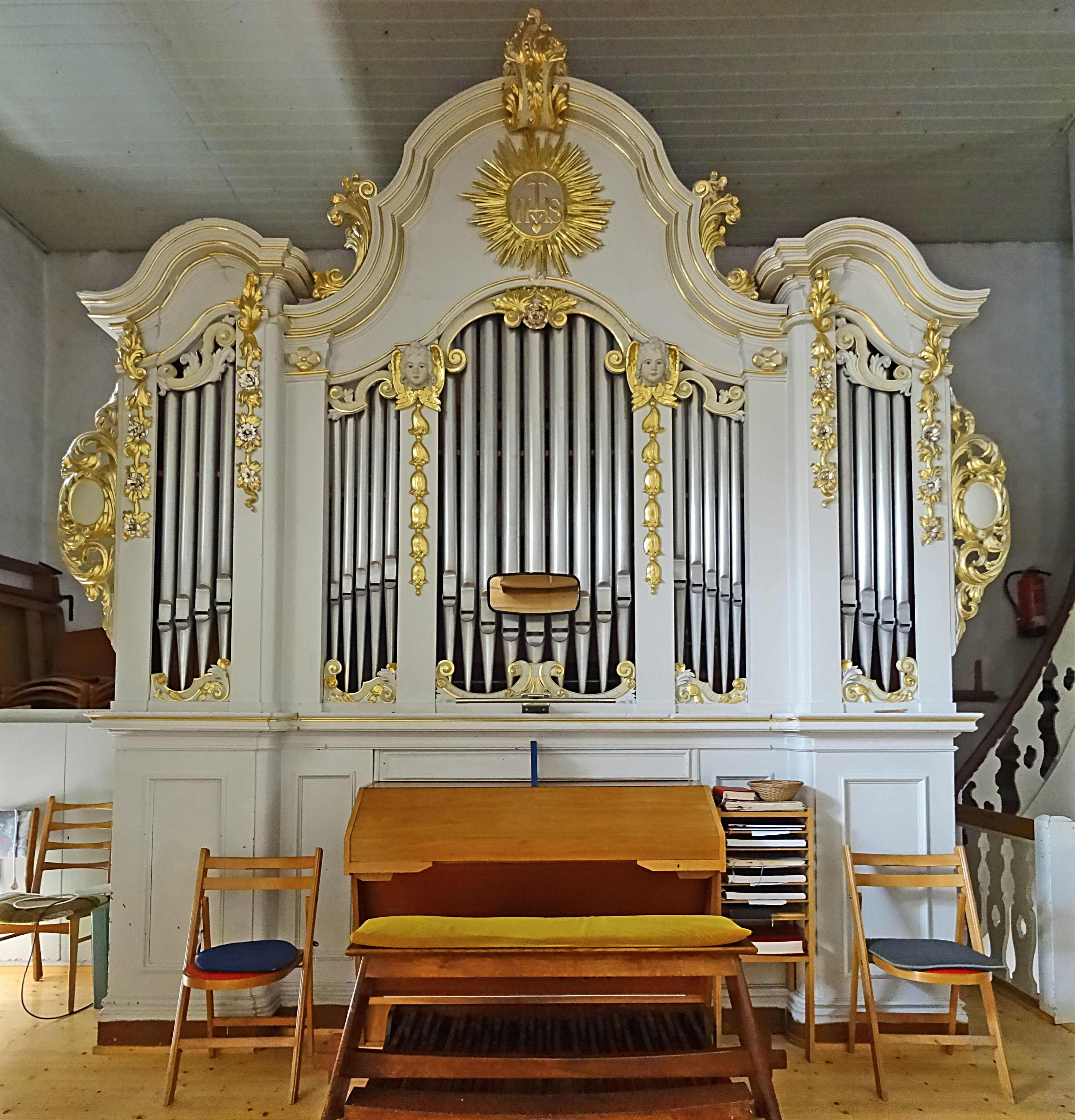
Die Orgel

Die Orgel mit 14 Registern, verteilt auf 2 Manuale und Pedal, wurde 1989 von Orgelbau Schönefeld, im Prospekt von Friedrich Krell (1905) gebaut.